# خوسيه لويس جارثيا بيريث
خوسيه غارسيا (بالإسبانية: José Luis García-Pérez) هو ممثل إسباني، ولد في 1 سبتمبر 1972 بإشبيلية في إسبانيا.

## أعمال

### مسلسلات
- السيد.

### أفلام
- (2010) مدفون[4]

## وصلات خارجية
- خوسيه غارسيا على موقع IMDb (الإنجليزية)
- خوسيه غارسيا على موقع ألو سيني (الفرنسية)
- خوسيه غارسيا على موقع أول موفي (الإنجليزية)
- خوسيه غارسيا على موقع قاعدة بيانات الأفلام السويدية (السويدية)
- خوسيه غارسيا على موقع قاعدة بيانات الفيلم (الإنجليزية)
- خوسيه غارسيا على موقع كينوبويسك (الروسية)